# Združenje slovenskih katoliških skavtinj in skavtov
Združenje slovenskih katoliških skavtinj in skavtov (ZSKSS) je slovenska nevladna, neprofitna prostovoljna skavtska mladinska organizacija.

## Skavtstvo v Sloveniji
Slovenski skavti so nastali že v obdobju Kraljevine Jugoslavije, leta 1922, po jugoslovanskem vsesokolskem zletu v Ljubljani, pri katerem so kot sodelovali tudi bosanski, srbski, češki in poljski skavti. Skupina dijakov se je povezala s skavti v Beogradu, od koder so jim poslali skavtske priročnike, značke in klobuke. Prvi slovenski skavtski tabor je bil organiziran leta 1923, v Kamniški Bistrici. Skavtska organizacija v Sloveniji (Skavtska župa) se je po kraljevi diktaturi leta 1929 preimenovala v Dravsko skavtsko župo, obe sta bili organizacijsko povezani najprej v Savez Izvidnika i planinki Jugoslavije, kasneje pa v Zvezo skavtov Kraljevine Jugoslavije (Savez skauta Kraljevine Jugoslavije). Skavtstvo v Sloveniji je bilo uradno razpuščeno 10. junija 1941, zaradi začetka druge svetovne vojne. Malo pred razpustom je imela slovenska skavtska organizacija 1380 registriranih članov. 
Slovensko skavtstvo se je po drugi svetovni vojni nadaljevalo izven slovenskih meja, najprej v begunskih taboriščih na Koroškem, kasneje pa med slovenskimi izseljenci v Argentini in Kanadi. Ponovno je oživelo tudi med slovenskimi zamejci v Trstu in Gorici ter na avstrijskem Koroškem (danes del Pfadfinder un Pfadfinderinnen Osterreichs). Nekateri predvojni voditelji skavtov in gozdovnikov so po drugi svetovni vojni v Sloveniji leta 1951 ustanovili Združenje slovenskih tabornikov, ki se je pozneje preimenovalo v Zvezo tabornikov Slovenije, ki je imela v času obstoja Jugoslavije med mladinskimi organizacijami svojevrsten monopol. 

### Formacija in ustanovitev ZSKSS
Leta 1984 se je šestnajstletni Peter Lovšin seznanil s skavtskim gibanjem in se odločil, da bo pričel s skavtstvom v Ljubljani. Poleti 1985 se je pridružil taboru Slovenske zamejske skavtske organizacije in leta 1986 naredil skavtsko obljubo. Istega leta je v župniji Štepanja vas zbral skupino navdušencev ter jih vodil s pomočjo slovenskih zamejskih skavtov. V skupini je bilo leta 1990 že 21 vodnic in 18 izvidnikov. Katoliško skavtsko gibanje se je hitro širilo po vsej Sloveniji. 31. marca 1990 je bilo ustanovljeno Združenje slovenskih katoliških skavtinj in skavtov, ki velja za eno prvih novoustanovljenih mladinskih organizacij v državah naslednicah nekdanjih republik SFRJ. Prva načelnica ZSKSS je postala Marija Marinko (por. Dolenc), prvi načelnik pa je postal človek, zaslužen za ustanovitev skavtstva v Sloveniji Peter Lovšin. Leto dni kasneje so bile organizirane prve uradne skavtske obljube v okolici Ljubljane. Uradno je bilo združenje registrirano 22. oktobra 1992.
Katoliško skavtstvo v Sloveniji se je oživilo na dediščini predvojnega skavtstva, povezanega z vrednotami in načeli začetnika skavtstva Roberta Baden-Powell ter s pomočjo drugih skavtskih organizacij, predvsem pa s podporo Evropskih skavtov - FSE (Union Internationale des Guides et Scouts d'Europe – Fédération du Scoutisme Européen), ter italijanske katoliške skavtske organizacije AGESCI (Associazione Guide e Scout Cattolici Italiani) in njihovih voditeljev regije Furlanija - Julijska krajina, ki so svojim zgledom in predstavitvami skavtstva v večletnem projektu »Hodimo skupaj / Caminiamo insieme« veliko pripomogli k formaciji prvih voditeljev ZSKSS (organiziranost, izobraževanje, metode dela po vejah, program, izvedba aktivnosti).

Združenje je postalo pridruženi član Svetovnega združenja skavtinj (WAGGGS) leta 1996, leta 1999 pa njegov polnopravni član.

## Namen ZSKSS in organiziranost
Član ZSKSS je skavt oz. skavtinja. Osnovni namen ZSKSS je prispevati k polnemu telesnemu, duševnemu, duhovnemu in družbenemu razvoju mladih ljudi, da 
bodo lahko postali trdne osebnosti, odgovorni državljani ter člani krajevnih, nacionalnih in mednarodnih skupnosti.
ZSKSS ima več kot 5.760 članov, v 70 skupinah - stegih - po vsej Sloveniji, ki se povezujejo v devet manjših območjih, ki so jih skavti poimenovali ognjišča.
Skavti poleg rednega programa vsako leto organizirajo približno 200 taborov in ravno toliko zimovanj, na katerih se udeleženci učijo življenja in preživetja v naravi, spoznavajo nove kraje, se urijo v ročnih spretnostih in igrah, ob vsem tem pa se hkrati učijo bivanja v skupnosti. Želijo ponuditi zdrav in razgiban način preživljanja prostega časa ter vzgajati k odgovornosti, spoštovanju različnosti in vztrajnosti.
Združenje ima novo skavtsko hišo v Štepanjskem naselju v Ljubljani, kjer na sedežu poleg tajnika združenja in nekaj zaposlenih delujejo prostovoljci. ZSKSS ima z Zavodom za gozdove Slovenije sklenjeno najemno pogodbo za hišo v Kočevskem Rogu, kjer deluje Skavtski okoljski center Kočevski Rog.
Skavti so kot del Civilne zaščite že doslej pomagali ob vseh večjih naravnih nesrečah po vsej Sloveniji.

### Vodstvo
Vodstvo ZSKSS-ja predstavlja Izvršni odbor (IO).
Sestavljajo ga:
- načelnica in načelnik (Tjaša Sušin, Nejc Kurbus)
- generalni duhovni asistent (Matej Gnidovec)
- poverjeniki za vzgojo, voditelje in zagovorništvo

### Načelništvo
- upravni odbor - skrbi za finance, načrtujeta predloge za investicije ...
- pisarna skrbi za Skavtarnico, premoženje ...
- strateški odbor - oblikujejo strategijo ZSKSS in svetujejo IO

### Zagovorništvo
Poverjenika za zagovorništvo sta Hana Lobnik in Matevž Šauperl. Skrbita za znamko Skavti, pozitivno podobo ZSKSS in vodita odnose z javnostjo ter sodelovanje z drugimi organizacijami.

### Voditelji
Poverjenika za voditelje sta Agata Pivk in Domen Turk, ki skrbita za usposabljanje voditeljev in podporo stegom.

### Vzgoja
Poverjenika za vzgojo sta Katja Repanšek in Andrej Čuk, ki skrbita za izvajanje skavtske vzgoje in pomagata pri pripravi dobrega programa vzgoje.

## Stegi in ognjišča
ZSKSS se od leta 2019 deli na 9 ognjišč, ki so glavna vez med stegi in Združenjem. Njihova naloga je spodbujanje sodelovanja med stegi.

### Ognjišče 1 - Ognjišče divjega zahoda:
- Ajdovščina-Šturje 1
- Ankaran 1
- Bovec 1
- Cerkno 1
- Dornberk 1
- Idrija 1
- Nova Gorica 1
- Postojna 1
- Sežana 1
- Škofije 1
- Tolmin 1

### Ognjišče 2 - Ognjišče gor išče:
- Breznica 1
- Kranj 1
- Kranj 2
- Preddvor 1
- Preska 1
- Poljanska dolina 1
- Radovljica 1
- Škofja Loka 1
- Železniki 1
- Žiri 1

### Ognjišče 3 - Primus 826:
- Domžale 1
- Homec 1
- Kamnik 1
- Komenda 1
- Mengeš 1
- Moravče 1

### Ognjišče 4 - Ognjišče sedmere reke:
- Brezovica 1
- Cerknica 1
- Logatec 1
- Loška dolina 1
- Vrhnika 1
- Vrhnika 2

### Ognjišče 5 - Osrčno ognjišče:
- Dol-Dolsko 1
- Grosuplje 1
- Ivančna Gorica 1
- Litija 1
- Škocjan-Turjak 1
- Škofljica 1
- Zagorje 1

### Ognjišče 6 - Južna družba:
- Črnomelj 1
- Krško 1
- Novo mesto 1
- Novo mesto 2
- Ribnica 1
- Šentjernej 1
- Tržišče 1

### Ognjišče 7 - Zmajevo ognjišče:
- Ljubljana 1
- Ljubljana 2
- Ljubljana 3
- Ljubljana 4
- Ljubljana 5
- Ljubljana 6

### Ognjišče 8 - Ognjišče preko Mure preko Drave:
- Črenšovci 1
- Gornja Radgona 1
- Maribor 1
- Maribor 2
- Ptuj 1
- Slovenske gorice 1
- Šentilj 1

### Ognjišče 9 - Ognjišče rutke od Putke
- Koroška 1
- Koroška 2
- Celje 2
- Rakova Steza 1
- Šentjur 1
- Slovenske Konjice 1
- Slovenska Bistrica 1
- Velenje 1
- Mozirje 1
- Prebold-Polzela 1
- Zreče 1

### Zaprti stegi
- Beltinci 1 (1996 - 2019)[6]
- Bohinjska Bistrica 1 (1999-2006)[7]
- Brežice 1 (2009 - 2017)[8]
- Celje 1 (1993 - 2018)[9]
- Ilirska Bistrica 1 (1993 - 2018)[10]
- Jesenice 1 (1991 - 2008)[11]
- Kresnice 1 (2005-2011)[12]
- Križevci 1 (2002 - 2013)[13]
- Metlika 1 (1998 - 2005)[14]
- Nova Gorica 2 (1997-2006)[15]
- Ormož 1 (2001 - 2007)[16]
- Ptuj 2 (2001 - 2006)[17]
- Rače 1[18]
- Rimske Toplice 1 (2002 - 2004)[19]
- Sečovlje 1 (1993 - 1999) - edini slovenski pomorski steg[20]
- Škofja Loka 2 (2002 - 2009)[21]
- Veržej 1 (1990 - 1999)[22]
- Vir 1 (1997 - 2007)[23]
- Zreče 1 (1998 - 2021)[24]

## Program

### Veje (starostne skupine)
Skavtinje in skavti so organizirani v štiri starostne skupine in v skupnost voditeljev:
| starostna skupina           | starost         | geslo                                 | pozdrav             |
| --------------------------- | --------------- | ------------------------------------- | ------------------- |
| bobri in bobrovke (BB)      | 6 do 7 let      | Trden jez                             | »Trden jez«         |
| volčiči in volkuljice (VV)  | od 8 do 10 let  | Kar najbolje                          | »Dober lov«         |
| izvidniki in vodnice (IV)   | od 11 do 15 let | Bodi pripravljen                      | »Vedno pripravljen« |
| popotniki in popotnice (PP) | od 16 do 21 let | Služiti                               | »Srečno pot«        |
| skupnost voditeljev (SKVO)  | od 22 let       | Kar najbolje bodi pripravljen služiti | »Vedno pripravljen« |

### Značilnosti in organiziranost posameznih starostnih skupin
Izvidniki in vodnice (IV) so organizirani v vode, ločene po spolih, vodi pa v mešane čete. Vse ostale veje so v celoti mešane.

### Skavtska obljuba
Jedro skavtstva predstavlja obljuba. To skavt in skavtinja častno izrečeta pred skupnostjo. Poznamo obljubo volčičev in volkuljic 
ter »pravo« obljubo. Volčja je preprostejša in po vstopu v četo skavt izreče še drugo. Obe pa vključujeta zvestobo Bogu in domovini, pomoč bližnjemu ter izpolnjevanje skavtskih zakonov. Znak obljube je skavtska rutica, ki je najbolj časten del skavtskega kroja.
- Obljubim, da bom ljubil Boga in pomagal skrbeti za svet.
- Obljubljam, da bom z Božjo pomočjo naredil, kar najbolje morem za svoje poboljšanje,da bom pomagal drugim in izpolnjeval zakona krdela.
- Pri svoji časti obljubljam, da si bom z vso močjo prizadeval vestno služiti Bogu in domovni, pomagati svojemu bližnjemu in izpolnjevati skavtske zakone.

### Skavtski zakoni
- Skavt si šteje v čast, da si pridobi zaupanje
- Skavt je zvest Bogu in domovini
- Skavt pomaga bližjemu in naredi vsak dan vsaj eno dobro delo
- Skavt je prijatelj vsakomur in vsem skavtom brat
- Skavt je plemenit
- Skavt spoštuje naravo in v njej vidi božje delo
- Skavt uboga svoje starše in predstojnike ter vestno opravlja svoje dolžnosti
- Skavt si v težavah žvižga in poje
- Skavt je delaven in varčen
- Skavt je čist v mislih, besedah in dejanjih

## Sodelovanje ZSKSS z Zvezo tabornikov Slovenije
ZSKSS sorodna mladinska organizacija v Sloveniji  je Zveza tabornikov Slovenije. Obe organizaciji sta o medsebojnem sodelovanju podpisali poseben dogovor. Obema organizacijama je od leta 1991 skupno tudi sodelovanje pri mednarodnem projektu »Luč miru iz Betlehema«.

### Udeležba članov ZSKSS in ZTS na mednarodnih aktivnostih in izobraževanjih
V skladu z dogovorom med organizacijama posameznim članom ZSKSS Zveza tabornikov Slovenije (ZTS), ki je slovenska članica Svetovne skavtske organizacije (WOSM), zagotavlja pravico do osebnega članstva v WOSM-u ter udeležbo na izobraževanjih in mednarodnih skavtskih srečanjih, kot so jamboreeji. Prav tako ZSKSS zagotavlja članom ZTS udeležbo na aktivnostih, ki jih organizira Svetovno združenje skavtinj (WAGGGS)

## Zveza bratovščin odraslih skavtov (ZBOKSS)
V Sloveniji poleg Združenja Slovenskih katoliških skavtinj in skavtov (ZSKSS) deluje tudi Zveza bratovščin odraslih katoliških skavtinj in skavtov (ZBOKSS), ki združuje odrasle (tudi nekdanje skavte), ki se trudijo živeti v skavtskem duhu.

## Čezmejno skavtsko sodelovanje
ZSKSS je povezana s Slovensko zamejsko skavtsko organizacijo (SZSO) v katero so združeni slovenski skavti v Furlaniji-Julijski krajini, ima pa  tudi zelo dobre odnose z italijansko katoliško skavtsko organizacijo AGESCI (Associazione Guide e Scout Cattolici Italiani). 
Tudi AGESCI ima s SZSO sklenjen medsebojni dogovor o sodelovanju.